# DM i cykelcross 2008
Danmarksmesterskaberne i cykelcross 2008 var den 39. udgave af DM i cykelcross. Mesterskabet fandt sted 6. januar 2008 på en rundstrækning ved Apostolsk Højskole i Kolding.
Hos kvinderne vandt Nikoline Hansen sit første danmarksmesterskab i cykelcross. I herrerækken vandt hjemmebanefavoritten Christian Poulsen sit første DM, efter han vandt bronze de seneste to år.

## Resultater
| Event        | Guld              | Sølv           | Bronze                 |
| ------------ | ----------------- | -------------- | ---------------------- |
| Herrer       |                   |                |                        |
| Herrer elite | Christian Poulsen | Joachim Parbo  | Tommy Moberg Nielsen   |
| Herrejunior  | Jonas Guddal      | Kenneth Hansen | Simon Quortrup         |
| Damer        |                   |                |                        |
| Damer elite  | Nikoline Hansen   | Maria Kruse    | Birgitte Bernt Nielsen |